# Estação Francisco Bilbao
A Estação Francisco Bilbao é uma das estações do Metrô de Santiago, situada em Santiago, entre a Estação Cristóbal Colón e a Estação Príncipe de Gales. Faz parte da Linha 4.
Foi inaugurada em 30 de novembro de 2005. Localiza-se no cruzamento da Avenida Francisco Bilbao com a Avenida Tobalaba. Atende as comunas de La Reina, Las Condes e Providencia.